# Haukur
Haukur ist ein isländischer männlicher Vorname.

## Herkunft und Bedeutung
Der Name ist abgeleitet von dem altnordischen Wort haukr mit der Bedeutung „Habicht“.

## Namensträger
- Haukur Angantýsson (1948–2012), isländischer Schachspieler
- Haukur Arnórsson (* 1971), isländischer Skirennläufer
- Haukur Clausen (1928–2003), isländischer Leichtathlet
- Ólafur Haukur Símonarson (* 1947), isländischer Schriftsteller